# Watford Gap
Watford Gap er et sted ved landsbyen Watford i Northamptonshire, England. Stedet var tidligere knudepunkt for hestetransportruter. Det ligger i en åbning (heraf gap i stednavnet) mellem åsene mellem Midlands og East Anglia ruterne fra øst til vest brugte, og ved Watling Street som var en vigtig rute fra nord til syd. I nyere tid er motorvejen M1 og Grand Union-kanalen lagt gennem samme område. 
Et værtshus fra tiden med hestetransport er bevaret, og blev indtil 2000 drevet som Watford Gap pub. Den blev det år lukket fordi den gamle bygningen måtte restaureres.
I dag er stedet mest kendt for det store motorvejserviceområdet ved M1, som var det første af sin slags i Storbritannien. Serviceområdet tilbyder i tillæg til brændstof og almindelige benzinstationvarer også overnatning, mad og forfriskninger.
52°18′22″N 1°07′26″V / 52.306°N 1.124°V